# メトロエスニシティー
メトロエスニシティーはメトロセクシャルの概念を基に国際基督教大学の社会言語学者John C. Maherが提唱したエスニシティー観・理論である。
従来の人種・民族主義的、単一的なエスニシティー観を越え、美的な感覚を核に、遊びとして、自由にかつ複合的にエスニシティーを取り入れ使い分けるという観点を特徴としている。
氏はメトロエスニシティーを下記のような現象であると説明する。
- 「純粋な」エスニシティーを、必要不可欠もしくは絶対的な価値ではなくする。単独の民族的(エスニック)正統性を遵守するのではなく、複合的、スフマート技法的である。民族(エスニック)の不明確化、あいまいなエスニシティー(Ethnic Ambiguity)。
- 文化的かつ「美的」な効果のために「差異」を利用する。（「細部にこだわらないビジュアルな効果、混ぜた色と混ぜていない純粋な色を使った短い『途切れた』筆さばき─それまでの習慣のように滑らかにとけあうようではない─、写真のような瞬間的作用の賞賛」ノエミ・ゴールドマン『クロード・モネ、その美術館』2010）
- 言語は偶然のもの、話者は美的主題となり、言語は完全に形作られた目的ではなく、美しい装飾物となる。
- 民族的(エスニック)な慣習遵守から言語を解放する。好きなように言語をあやつる。ある言語を知っていることはそのエスニシティーを保証はしないが、アソビや演じるエスニシティーの可能性を開く。
- クール（かっこいい）とは、伝統的なエスニシティーと言語のつながりの方向を直し、コース変更をさせるものである。